# Mi tierra
Mi tierra é o terceiro álbum de estúdio da cantora cubano-estadunidense Gloria Estefan, lançado em 22 de junho de 1993 pela Epic Records. Produzido por Emilio Estefan, esposo da cantora, o álbum ficou marcado como seu primeiro trabalho em língua espanhola além de uma homenagem às suas raízes cubanas. O álbum passeia por variados gêneros musicais cubanos, como bolero, danzan e o tradicional Son cubano. Gravado nos estúdios Crescent Moon Studios, em Miami, Estados Unidos, Mi tierra contou com a participação de proeminentes artistas do cenário latino, como Tito Puente, Arturo Sandoval, Cachao López, Chamin Correa e Paquito d'Rivera.
O álbum foi um sucesso internacional, vendendo mais de 8 milhões de cópias em todo o mundo até 2006. Nos Estados Unidos, este foi o primeiro álbum a alcançar o topo da Billboard Top Latin Albums, além de alcançar a 27ª posição na Billboard 200. Mi tierra vendeu mais de 1 milhão de cópias nos Estados Unidos e Espanha. O álbum recebeu avaliações positivas dos críticos musicais, que destacaram sua produção, seleção de repertório e desempenho vocal de Estefan. O álbum foi vencedor ainda do Grammy de Melhor Álbum Tropical Latino.

## Antecedentes
Desde o início de sua carreira, Gloria Estefan desejava gravar um álbum totalmente em espanhol refletindo sua herança cultural cubana. Antes de gravar em inglês, Estefan e sua banda se apresentavam em casas noturnas latinas; ela também relembra que sua mãe lhe ensinava antigas canções cubanas. A música tinha um papel singular no ambiente familiar da cantora; sua avó paterna era poetisa e um tio tocava flauta numa banda de salsa. O desejo de Estefan em gravar um álbum inteiramente em espanhol também foi acentuado por seu filho, Nayib; sua intenção era de que ele não abandonasse a herança cubana de seus ancestrais.

## Gravação e produção
Mi tierraa foi produzido por Emilio Estefan, produtor e marido da cantora, e os antigos integrantes da banda Miami Sound Machine, Clay Ostwald e Jorge Casas. O álbum conta com a participação especial de notáveis artistas da música latina, como Nestor Torres, Cachao López, Paquito Hechavarría, Chamin Correa, Paquito D'Rivera, Arturo Sandoval, Luis Enrique e Tito Puente. Outras participações são de Sheila E. e da London Symphony Orchestra. O álbum foi gravado no Crescent Moon Studios, em Miami. Uma das maiores vozes da salsa caribenha em todos os tempos, Celia Cruz foi convidada a registrar sua participação, mas recusou devido a compromissos de carreira. A capa do álbum exibe Gloria Estefan em uma foto em preto e branco num local que simula um clube noturno de Havana na era da Revolução Cubana.

## Estilo musical
A faixa que abre o álbum, "Con los años que me quedan" é um típico bolero cubano. As três outras faixas de estilo similar são "Mi buen amor", "Volverás" e "Hablas de mí". A faixa-título detalha a paixão de Estefan por sua terra natal em ritmo de salsa. Em "Ayer", o eu-lírico encontra uma flor recebida de um grande amor e deseja devolvê-la. A faixa combina bolero com son. A faixa "No hay mal que por bien no bien" é no estilo danzón e retrata um breve caso amoroso.
"¡Sí señor" ("Yes Sir!") é outra canção no estilo son cubano. O bolero "Volverás" foi posteriormente regravado pelo cantor mexicano Alejandro Fernández em seu álbum Me Estoy Enamorando (1997), também produzido por Emilio Estefan. "Montuno" foi assim batizada em homenagem ao estilo musical homônimo. "Hablemas el mismo idioma" é um hino em prol da união dos povos latino-americanos, conclamando a todos a deixarem as diferenças de lado quando falam o mesmo idioma. A faixa que encerra o álbum é "Tradición", que recebeu uma roupagem no estilo guaguancó.

## Recepção crítica
Jose F. Promis, do site Allmusic concedeu quatro estrelas ao álbum, considerando-o "um dos mais satisfatórios" da carreira de Estefan. Mi tierra foi "um álbum alegre e ensolarado com momentos de melancolia" e "um de seus mais consistentes álbuns até então". Achy Obejas, escrevendo para o Chicago Tribune elogiou o álbum por "entregar o som atrevido de uma salsa mais contemporânea" e destacou a produção de Emilio Estefan. Anne Hurley, da Entertainment Weekly afirmou que Mi tierra iria "rodopiar você em uma paisagem intoxicante de ritmos tradicionais cubanos e sabores aromáticos" e aplaudiu os artistas convidados ao projeto.
Parry Gettelman, do jornal Orlando Sentinel, considerou o álbum como "firme, oferecendo canções e arranjos firmemente baseados nas tradições cubanas". Gettelman comparou-o aos trabalhos anteriores da artistas com a Miami Sound Machine, incluindo seu estilo musical e composição: "Ela esquece os sintetizadores e leva as cordas da London Symphony Orchestra a um efeito maravilhoso... abandonando o melodrama para um real sentimentalismo".

## Lista de faixas
| N.º | Título                             | Compositor(es)                                        | Duração |  |
| 1.  | "Con los años que me quedan"       | Emilio Estefan, Jr. Gloria Estefan                    | 4:36    |  |
| 2.  | "Mi tierra"                        | Estéfano Estefan                                      | 4:38    |  |
| 3.  | "Ayer"                             | Juanito R. Marquez                                    | 5:17    |  |
| 4.  | "Mi buen amor"                     | Estefan Estéfano                                      | 3:50    |  |
| 5.  | "Tus ojos"                         | Estefan, Jr. Estéfano                                 | 4:11    |  |
| 6.  | "No hay mal que por bien no venga" | Estefan, Jr. Estefan Israel "Cachao" López Jon Secada | 5:28    |  |
| 7.  | "¡Sí Señor!..."                    | Juanito R. Marquez                                    | 4:40    |  |
| 8.  | "Volverás"                         | Estefan Rafael Ferro                                  | 3:55    |  |
| 9.  | "Montuno"                          | Marquez                                               | 4:57    |  |
| 10. | "Hablemos el mismo idioma"         | Estefan, Jr. Estefan                                  | 4:45    |  |
| 11. | "Hablas de mí"                     | Jorge Luis Piloto                                     | 3:40    |  |
| 12. | "Tradición"                        | Gloria Estefan Emilio Estefan, Jr.                    | 5:21    |  |

## Créditos
- Randy Barlow –   - arranjos
  - trompete
  - vocais
- Rafael "Felo" Barrio – timbais
- Cachao –   - arranjos
  - bajo sexto
  - baixo
- Jorge Casas –   - arranjos
  - bajo sexto
  - baixo
  - vocais
  - violão
- Paquito D'Rivera – saxofone
- Luis Enrique –   - baixo
  - percussão
  - timbais